# Prueba de flexión en polímeros
La prueba de flexión en polímeros es una prueba cuasiestática que determina el módulo de flexión, el estrés de flexión y la deformación por flexión en una muestra polimérica.
Los resultados de esta prueba describen el comportamiento de un polímero a través de un diagrama de estrés-deformación, al igual que las pruebas de ´tracción y compresión.
Las normas para esta prueba son:
- ISO 178 (2001) Revisión alemana DIN EN ISO 178 (2002): Deformación en pruebas de flexión de polímeros.
- DIN EN 63 (1977): Deformación en pruebas de flexión para polímeros reforzados con fibra de vidrio.
- DIN 53423 (1975): Deformación en pruebas de flexión para polímeros espumados.

Existen dos variantes para la prueba, con tres puntos de apoyo y cuatro puntos de apoyo o con un punto g, si así se requiere.
Las ventajas de la prueba con cuatro puntos incluyen la eliminación del cálculo el momento de flexión pues este es constante, además que el corte entre los apoyos es constante, la exactitud es mayor, sin embargo, la instalación de la prueba con cuatro puntos es más complicada y el costo de los equipos de cuatro puntos es mayor.
- Datos: Q6089404